# Chicago (manga)
Pour les articles homonymes, voir Chicago (homonymie).
Chicago (シカゴ, Shikago) est un manga de Yumi Tamura, prépublié entre novembre 2000 et mai 2001, puis publié en deux tomes aux éditions Flower Comics (Shogakukan). 

## Résumé
Rei et Uozumi font partie des Forces d’autodéfense, section secours. Aussi ils sont naturellement appelés à intervenir lorsqu’un tremblement de terre souterrain dévaste une partie de Tokyo. Envoyés sur une zone en bordure de mer, ils font une découverte macabre — un groupe de personnes assassinées par balles. Bizarrement, ils entendent alors la symphonie « Du Nouveau Monde » de Dvořák.
Mais avant qu’ils aient pu faire quoi que ce soit, un avion survole la zone et largue des bombes, détruisant de nombreux bâtiments. Uozumi marche sur une mine, et perd une jambe. Au prix de grands efforts, seuls Rei et lui parviennent à s’évader, les autres membres sont tués dans le bombardement.
La section entière est déclarée disparue, sans aucun survivant, et l’affaire est étouffée.
Plusieurs années plus tard, Rei et Uozumi sont contactés par un mystérieux « J.J. », patron du bar « Chicago ». Il leur demande d’aller libérer Billy, un adolescent pris en otage, en échange de quoi ils pourront peut-être progresser dans leur quête des raisons de ces évènements. En effet, sur le lieu de l'enlèvement de Billy, la même symphonie Du Nouveau Monde a été entendue.
Rei et Uozumi sont rejoints par le mystérieux Shin, qui semble avoir un certain talent dans le combat.

## Personnages
- Rei (レイ?) est mentalement très forte, mais cache un lourd passé rempli de violence. Ses cheveux la gênent souvent, mais elle refuse de les couper car ils font partie d’elle, lui permettant de « sentir » son environnement. Son nom en kanji s'écrit « 冷 », « froid, glacial ».
- Uozumi (魚住?) est moins stressé, prenant les choses du bon côté. La perte d’une jambe n’entame pas son moral et seulement un peu ses capacités physiques. Sa seule devise est de sauver les gens, pour rattraper son propre passé. Il est passionné de musique, et est très doué en violoncelle.
- Shin (シン?) est un personnage énigmatique, dont absolument rien n’est dévoilé — cependant il a clairement un entraînement aux armes et à de nombreuses disciplines.
- Zion (ザイオン?) est une autre recrue de J. J., spécialiste de la cuisson des gyōzas.
- J･J est un mystérieux homme d'un certain âge, qui en sait manifestement plus qu'il n'en dit.
- Mika (ミカ?) est la compagne de Uozumi, d'un caractère bien trempé.
- Docteur « foudre » Sandāsu (Dr.サンダー・サンダース?) est un docteur avec un caractère très étrange.
- Billy (ビリー?) est un lycéen qui souhaite devenir journaliste. Confondu avec son ami Alto il a été enlevé à sa place.
- Alto Dejôji (弟丈司 有人?) est le troisième fils d'un riche couple.

## Publication
La série est publiée dans Bessatsu Shōjo Comic d'Octobre 2000 (numéro de Novembre 2000) à Mai 2021 (numéro d'Avril 2001). L'autrice met fin à la série au bout de quelques mois pour se concentrer à 7 Seeds. La série est parue en deux volumes reliés au Japon, le premier est publié en Février 2001 et le second en Juillet 2001. Chicago est la première oeuvre de Yumi Tamura publiée aux États-Unis : elle est d'abord prépubliée dans le magazine Animerica Extra puis publiée en deux volumes reliés par Viz Media, parus respectivement en novembre 2002 et mai 2003. La série est inédite en France. 